# Al ash-Sheikh
Al ash-Sheikh (en árabe : آل الشيخ , ʾĀl aš-Šaykh ), también se transliteró de muchas otras formas, incluyendo Al ash-Shaykh, Al ash-Shaikh, Al al-Shaykh, o Al- Shaykh, es la principal familia religiosa de Arabia Saudita. Son los descendientes de Muhámmad ibn Abd-al-Wahhab, fundador de la secta wahabismo del Islam en el siglo XVIII, que hoy es dominante en Arabia Saudita. La familia ocupa el segundo lugar en prestigio por debajo de la familia real saudí, Al Saúd, con quien formaron un acuerdo para compartir el poder hace casi 300 años. El acuerdo, que persiste hasta el día de hoy, se basa en que Al Saúd mantiene la autoridad de Al ash-Sheikh en asuntos religiosos y que Al ash-Sheikh apoya a la autoridad política de Al Saúd.
Aunque la dominación de Al ash-Sheikh sobre el establecimiento religioso ha disminuido en las últimas décadas, todavía ocupan la mayoría de los puestos religiosos importantes en Arabia Saudita, y están estrechamente vinculados con Al Saúd por un alto grado de matrimonios mixtos. Debido a la autoridad moral-religiosa de Al ash Sheikh, el acuerdo entre las dos familias sigue siendo crucial para mantener la legitimidad de la familia real saudí para gobernar el país. Sheikh Abdulaziz Bin Salman Bin Abdurahman Bin Eshaq es el miembro más conocido de Al ash-Sheikh.

## Etimología
El nombre árabe Al ash-Sheikh (آل الشيخ) (que se transcribe de varias maneras) se traduce como familia de Sheikh, o Casa de Sheikh. La palabra Al, en conjunción con el nombre de un antepasado, significa familia de o casa de. El término ash-Sheikh se refiere al reformador religioso islámico Muhámmad ibn Abd-al-Wahhab, el antepasado de la familia. Era conocido como el Sheikh, un término de respeto para un anciano, maestro o líder religioso conocido.

## Muhámmad ibn Abd-al-Wahhab

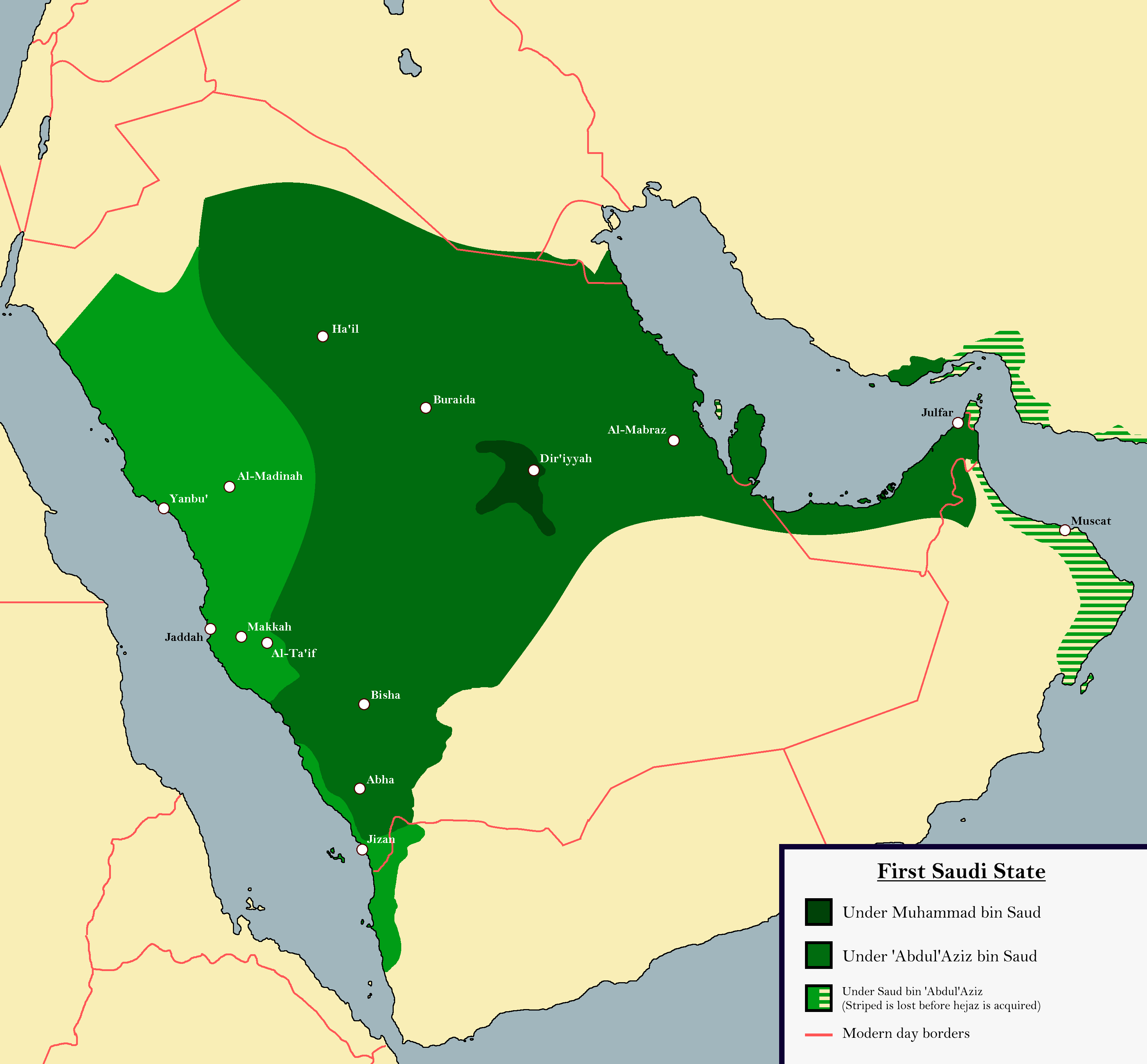
El primer estado saudí : el producto de la alianza entre Al Saúd y Muhammad ibn Abd al-Wahhab

Los Al ash-Sheikh son los descendientes de Muhammad ibn Abd al-Wahhab, el fundador del siglo XVIII de la secta del Wahabismo  dominante en Arabia Saudita. Ibn Abd al-Wahhab nació en 1703 en el Nejd. Fue influenciado por las enseñanzas de Ibn Taymiya, un jurista medieval de la escuela de jurisprudencia del Hanbalismo. Como consecuencia, comenzó a predicar una forma simple y puritana del Islam que advertía contra lo que creía que eran innovaciones religiosas y criticaba la laxitud moral que afirmaba ver en sus contemporáneos. Él atrajo apoyo, y sus seguidores se hicieron conocidos como Muwahhidun por su énfasis en la unidad de Dios. Fuera de Arabia se conocían como wahabíes.
En la década de 1740, se mudó a Diriyah en Nejd, donde Muhámmad bin Saúd, fundador de la dinastía Al Sáud , era el gobernante local. Muhámmad bin Saúd decidió apoyar la causa de Ibn Abd al-Wahhab, y la combinación del celo religioso inspirado en las enseñanzas de Ibn Abd al-Wahhab y el liderazgo político y militar de Al Sáud inició un período de conquista y expansión. La mayor parte de Arabia central y los Hejaz fueron llevados bajo el gobierno de Al Sáud en lo que se conoció como el "Primer Estado Saudí". El establecimiento religioso, dirigido por Ibn Abd al-Wahhab y su familia, se benefició de la expansión de una manera sin precedentes, gozando de prestigio e influencia y compartiendo el tesoro con Al Sáud. Después de su muerte en 1791, el legado de Ibn Abd al-Wahhab fue continuado por sus muchos descendientes, quienes continuaron ocupando cargos de autoridad religiosa.

## Pacto con Al Sáud
Muhámmad bin Saúd y Muhámmad ibn Abd-al-Wahhab habían llegado a un acuerdo formal en 1744: según un documento, Muhámmad bin Saúd había declarado cuándo se conocieron por primera vez,

Este oasis es tuyo, no temas a tus enemigos. Por el nombre de Dios, si se convocara a todo Nejd para que te echara, nunca estaremos de acuerdo en expulsarte. Muhámmad ibn Abd al-Wahhab respondió: «Usted es el jefe y sabio del asentamiento. Quiero que me preste un juramento de que luchará conmigo contra los incrédulos. A cambio, usted será un imán, líder de la comunidad musulmana, y yo seré líder en asuntos religiosos».

Ibn Sáud en consecuencia dio su juramento. Los descendientes de Muhámmad ibn Sáud, Al Sáud, continuaron siendo los líderes políticos del estado saudí en Arabia central hasta el siglo XIX y hasta el siglo XX, y finalmente crearon el moderno Reino de Arabia Saudita en 1932. Los descendientes de Ibn Abd al-Wahhab, por su parte, han liderado históricamente el ulema, el cuerpo de líderes religiosos y académicos islámicos,  y han dominado las instituciones clericales del estado saudí.
El acuerdo entre Ibn Abd al-Wahhab y Muhámmad ibn Sáud de 1744 se convirtió en un «pacto de apoyo mutuo» y en un acuerdo para compartir el poder entre Al Sáud y Al ash-Sheikh, que ha permanecido vigente durante casi 300 años. El pacto entre las dos familias, se basa en el Al Sáud mantener la autoridad del Al de Ash-Sheikh en materia religiosa y la defensa y la propagación de la doctrina wahabí. A cambio, los Al ash-Sheikh apoyan la autoridad política de Al Sáud, por lo que utilizan su autoridad moral- religiosa para legitimar el gobierno de la familia real. Esta alianza formada en el siglo XVIII proporcionó el ímpetu ideológico a la expansión de Arabia Saudita y sigue siendo la base del gobierno dinástico de Arabia Saudita en la actualidad.

## SiglosXIXyXX
Tras la muerte de Ibn Abd al-Wahhab, su hijo, Abd Allah ibn Muhammad Abd al-Wahhab, se convirtió en líder de la organización religiosa saudí. Apoyó una mayor expansión de Al Sáud y escribió varios tratados contra la creencia del chiismo.
A principios del siglo XIX, las conquistas sauditas habían atraído las atenciones hostiles del imperio Otomano. Las fuerzas otomanas de Egipto fueron enviadas a Arabia en 1811 y, para el año 1818, habían destruido el estado de Al Sáud. La derrota de Al Sáud también fue un desastre para Al ash-Sheikh. Los otomanos ejecutaron a muchos miembros de la familia en 1818,  incluyendo a Sulayman ibn Abd Allah, un nieto de Ibn Abd al-Wahhab y un autor influyente de tratados. Toda una rama de la familia fue exiliada a Egipto y nunca regresó. Esto tuvo un gran impacto en el establecimiento religioso saudí y lo dejó sin fuentes importantes de autoridad religiosa durante la mayor parte del siglo XIX.

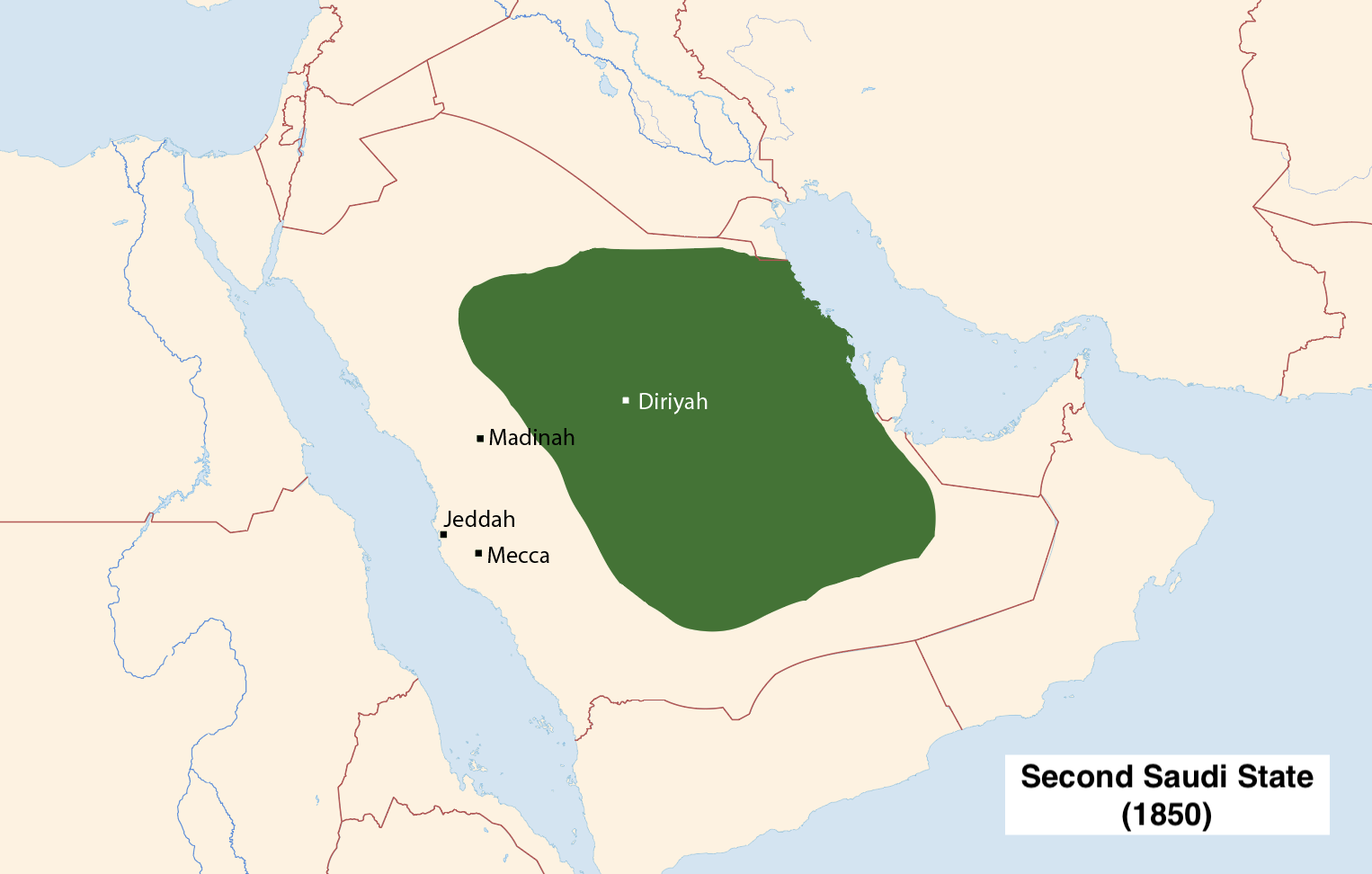
Segundo Estado Saudí (1824–1891) en su mayor extensión

Sin embargo, la familia sobrevivió en Nejd. Cuando Al Sáud se restableció con un llamado  «Segundo Estado Saudí» mucho más pequeño desde 1824, Abd al-Rahman ibn Hasan y, posteriormente, Abd al-Latif ibn Abd al-Rahman, ambos descendientes de Ibn Abd al-Wahhab, se convirtieron en los líderes del establecimiento religioso saudí. Sin embargo, la destrucción del primer estado saudí y el exilio o la ejecución de la mayoría de los eruditos religiosos de Al ash-Sheikh en 1818 significaron que el establecimiento religioso perdió gran parte de su prestigio, influencia y riqueza material: su eminencia en el siglo XVIII estaba en marcado contraste con su declive en el siglo XIX.
Durante gran parte del resto del siglo, Al Sáud luchó por el control de Arabia central con sus rivales, la dinastía Rashid de Hail. Finalmente, fueron derrotados en 1891; El estado saudí fue nuevamente destruido y los Al Sáud se exiliaron. El ulema fue dirigido, en ese momento, por otro descendiente de Ibn Abd al-Wahhab, Abd Allah bin Abd al-Latif. En lugar de exiliarse después de la derrota, decidió ponerse del lado de Al-Rashid y se mudó a Hail, lo que indica que la preservación de la causa wahabí tenía prioridad sobre el pacto de la familia con Al Sáud. Pero Al Sáud regresó del exilio en 1902 bajo el liderazgo de Abdulaziz bin Saúd, —más tarde, el primer rey de Arabia Saudita— y restableció el estado de Arabia Saudita alrededor de Riad. Abd Allah bin Abd al-Latif volvió a cambiar de bando y se unió a Al Sáud, un cambio de corazón que fue aceptado por Abdulaziz bin Saúd.
En vísperas del retorno de Abdulaziz del exilio, el establecimiento religioso tenía autoridad e influencia limitadas después del declive de sus fortunas en el siglo XIX. Sin embargo, reconoció que podía usarlos para legitimar y ayudar a consolidar cualquier conquista que hiciera. Por lo tanto, consolidó la relación con la familia Al ash-Sheikh mediante el trato preferencial y los vínculos matrimoniales, por ejemplo, al casarse con la hija de Abd Allah bin Abd al-Latif. Con el apoyo de Al ash-Sheikh y el otro ulema wahabí, Abdulaziz conquistó el resto del territorio que se convertiría en Arabia Saudita y declaró la formación del nuevo reino en 1932. Incluso después de que se completaron sus conquistas, Abdulaziz continuó favoreciendo el ulema y especialmente a Al ash-Sheikh. Su apoyo siguió siendo esencial para la legitimación de su régimen y el proceso de integración de los territorios conquistados a través de la religión, la educación y el derecho. Los Al ash-Sheikh recibieron prestigio, privilegios, influencia y posiciones clave en el gobierno.
Por otro lado, la alianza entre la familia Al ash-Sheikh y la Casa de Sáud o, más específicamente, Abdulaziz bin Saúd  no estuvo libre de tensiones. Algunos de los ulemas de Nejdi, particularmente aquellos que estaban bajo la protección de otros gobernantes wahabíes, apoyaron a los enemigos de Abdulaziz. Sin embargo, al final, la mayoría de los ulemas de Nejdi acordaron reconocer su autoridad con la condición de que, al menos temporalmente, su padre Abdulrahman ibn Fáisal llevaría el título de imán. Las dificultades surgieron en las relaciones entre Abdulaziz y el ulema wahabí después del establecimiento del Reino porque Abdulaziz no fue considerado suficientemente religioso. Además, Abdulaziz no había tomado la jihad para expandir la influencia wahabí. También mantuvo relaciones con las autoridades británicas en la región del Golfo Pérsico.

## Moderna Arabia Saudita

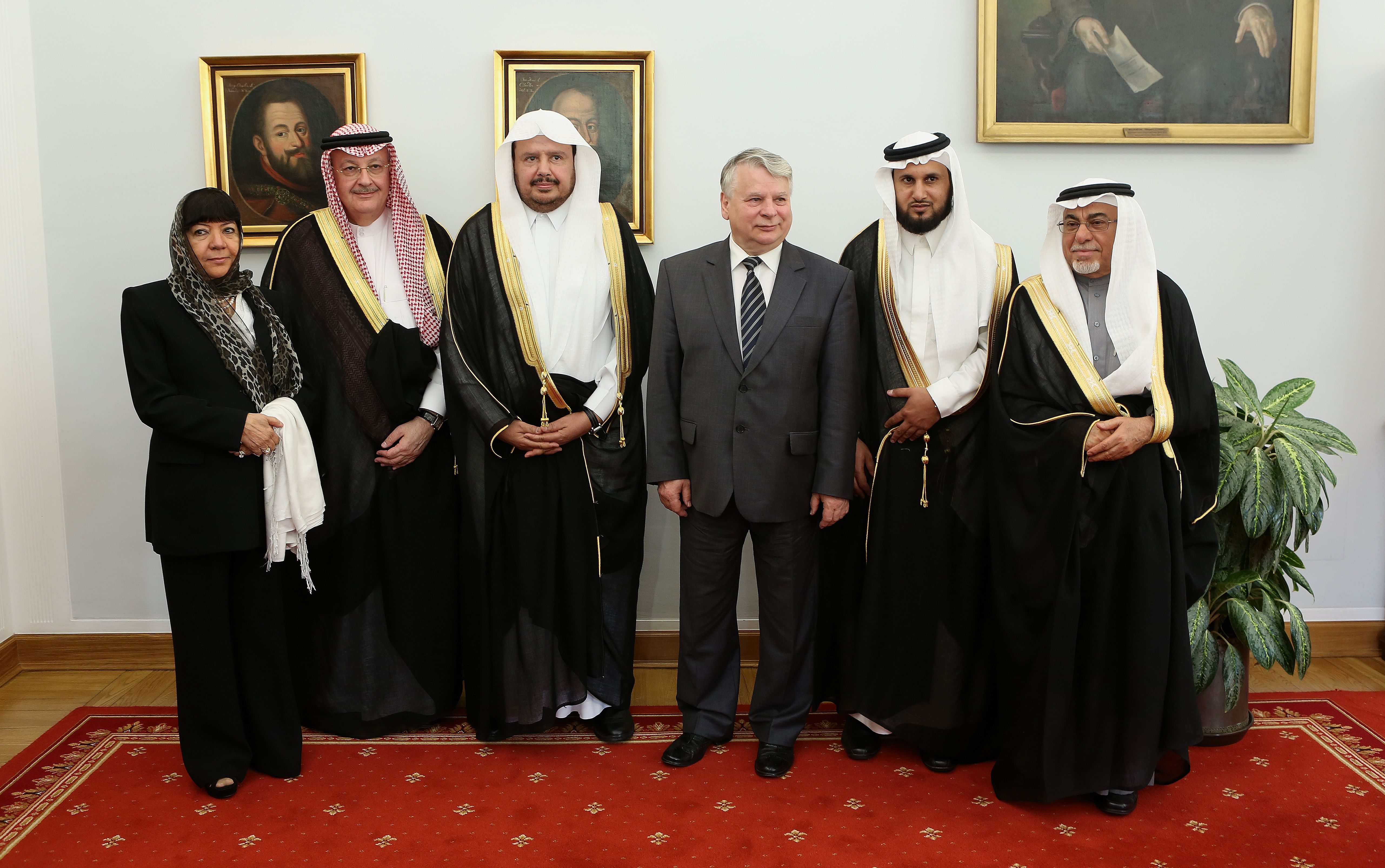
Presidente de Majlis ash-Shura (Asamblea Consultiva) Abdullah ibn Muhammad Al ash-Sheikh en el Senado de Polonia, 26 de mayo de 2014.

La posición de Al ash-Sheikh como líder de la ulema es significativa debido al papel central de la religión en la sociedad saudí. Se ha dicho que el Islam es más que una religión, es una forma de vida en Arabia Saudita y, como resultado, la influencia del ulema es omnipresente.  Específicamente, Arabia Saudita es casi única en dar al ulema una participación directa en el gobierno, el único otro ejemplo está en Irán. No únicamente la sucesión al trono está sujeta a la aprobación del ulema, sino que también lo son todas las nuevas leyes —decretos reales—. El ulema también ha sido una influencia clave en las decis iones importantes del gobierno, tienen un papel importante en los sistemas judicial y educativo, y un monopolio de autoridad en el ámbito de la moral religiosa y social.
Actualmente se cree que hay varios cientos de individuos, la familia Al ash-Sheikh ha continuado produciendo líderes religiosos que han ejercido una gran influencia en la toma de decisiones del gobierno. Los ulemas de Al ash-Sheikh han dominado instituciones estatales clave como el Consejo Superior de Ulema y el Consejo Superior de Qadis (jueces). Tradicionalmente, la oficina religiosa más importante, el Gran Muftí, estaba ocupada por un miembro de la familia, y, de hecho, únicamente ha habido un Gran Muftí de Arabia Saudí que no era un Al ash-Sheikh. Otros miembros de la familia sirven en importantes capacidades militares y civiles, así como también como jueces y otras figuras religiosas.
Sin embargo, el dominio de Al ash-Sheikh sobre el ulema ha disminuido un poco en las últimas décadas.  Esto se debe en parte a que un aumento en el número de estudiantes en los seminarios ha provocado una afluencia de otras familias, y el Al ash-Sheikh no ha producido descendencia en número suficiente para mantener un predominio numérico. Además, en 1969, el rey Fáisal bin Abdulaziz, abolió el cargo de Gran Mufti y lo reemplazó con un ministerio de justicia. El ministro designado no fue deliberadamente un Al ash-Sheikh, aunque otros ministros posteriores lo han sido. Los miembros de la familia han ocupado otros cargos ministeriales, pero la representación de la familia en el gabinete se redujo de tres a dos miembros en 2003 —el ministro de Justicia y Ministro de Asuntos Islámicos— y actualmente es un ministro, Saleh bin Abdulaziz Al- ash Sheikh, Ministro de Asuntos Islámicos, tras los cambios ministeriales del rey Abdalá bin Abdulaziz en 2009.
Sin embargo, los Al ash-Sheikh siguen siendo la principal familia religiosa de Arabia Saudita y la segunda en prestigio después de la familia real. La familia sigue ocupando muchos de los puestos religiosos más importantes en Arabia Saudita: por ejemplo, el Gran Muftí actual —el cargo se restauró en 1993— es un miembro de la familia, Abdul- Aziz ibn Abdullah Al ash-Sheikh. La posición de la familia se deriva no únicamente de su papel en el ulema, sino también de estar estrechamente vinculados con la Casa de Sáud por un alto grado de matrimonios mixtos.  Esto comenzó en el siglo XVIII y ha continuado en los tiempos modernos: la madre del rey Faisal era Tarfa bint Abdullah, hija de Abd Allah ibn Abd al-Latif Al ash-Sheikh. La alianza familiar con Al ash-Sheikh sigue siendo crucial para que Al Sáud mantenga su legitimidad. Al mismo tiempo, los Al ash-Sheikh siguen siendo fuertes partidarios del gobierno continuo de Al Sáud.

## Miembros notables

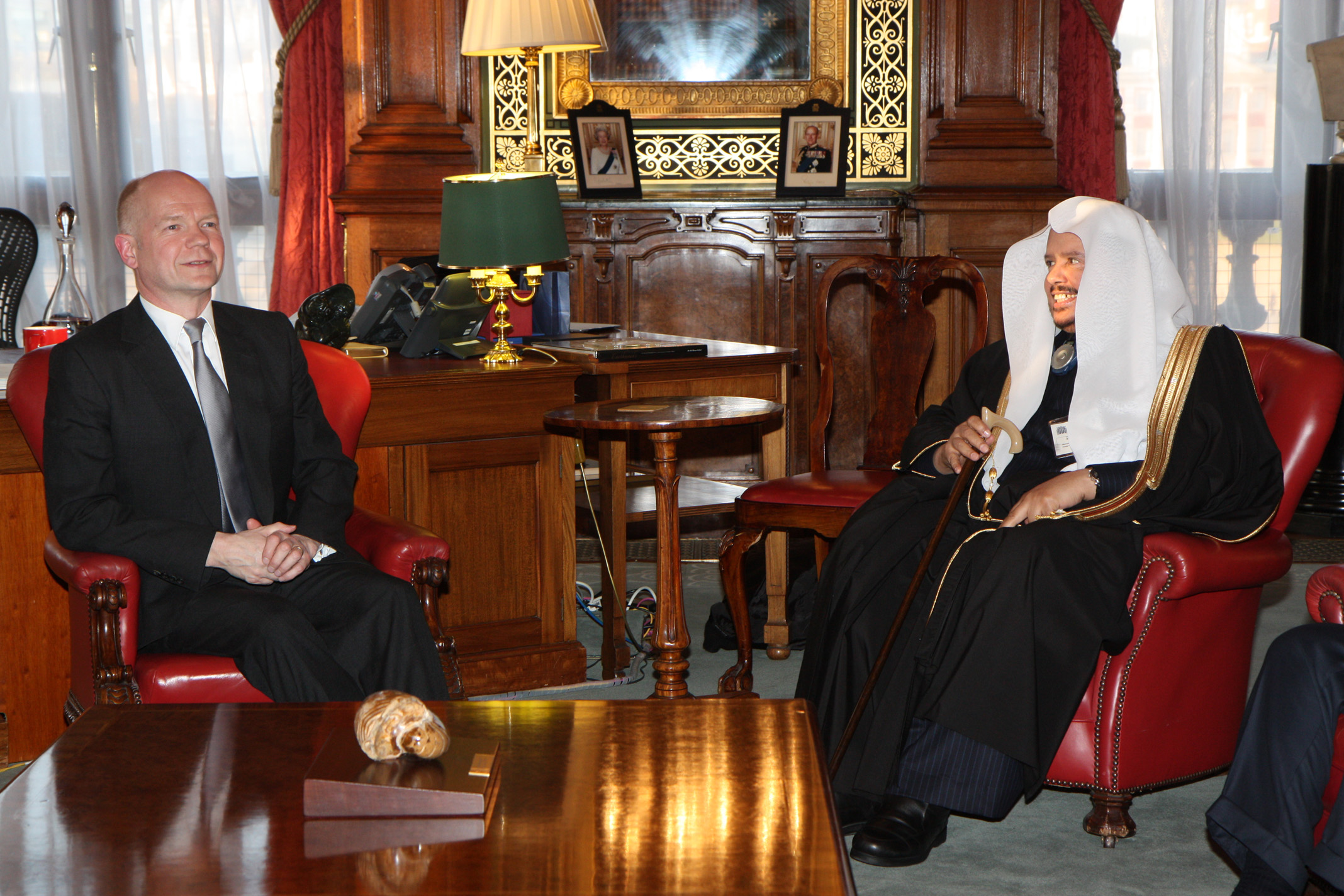
Abdullah ibn Muhammad Al ash-Sheikh con el secretario británico de Asuntos Exteriores William Hague en Londres, 5 de marzo de 2013.

- Muhámmad ibn Abd-al-Wahhab (1703–1792), fundador de la casa.[22]
- Abd Allah Ibn Muhammad Abd al-Wahhab (1752-1826), jefe del establecimiento religioso saudí después de la muerte de Ibn Abd al-Wahhab.[22]
- Sulayman Ibn Abd Allah (1780–1818), autor influyente de tratados.[22]
- Abd al-Rahman ibn Hasan (1780–1869), jefe del establecimiento religioso saudí en el Segundo estado saudí.[22]
- Abd al-Latif ibn Abd al-Rahman (1810–1876), jefe del establecimiento religioso saudí en 1860 y principios de 1870.[22]
- Abd Allah ibn Abd al-Latif Al ash-Sheikh (1848–1921), jefe del establecimiento religioso saudí durante los primeros años de Abdulaziz bin Saúd.[22]
- Muhammad ibn Ibrahim Al ash-Sheikh (1893–1969), Gran Mufti de Arabia Saudita desde 1953 hasta 1969.[22][37]
- Ibrahim ibn Muhammad Al ash-Sheikh, Saudi Minister of Justice (1975–1990),[36][38][39]
- Abdullah ibn Muhammad Al ash-Sheikh, Saudi Minister of Justice (1993–2009).[36]
- Saleh bin Abdul-Aziz Al ash-Sheikh , actual ministro saudí de Asuntos Islámicos desde 1996.
- Sheikh Abdulaziz ibn Abdullah Al ash-Sheikh , Gran Mufti actual de Arabia Saudita.[40]